# Nuova Carta di Atene
Negli anni novanta le Associazioni nazionali degli Urbanisti e gli Istituti nazionali di urbanistica presenti in undici paesi dell'Europa (Belgio, Danimarca, Francia, Germania, Grecia, Irlanda, Italia, Paesi Bassi, Portogallo, Regno Unito e Spagna) organizzati all'interno del Consiglio Europeo degli Urbanisti (CEU) - nome inglese European Council of Town Planners, poi modificato in European Council of Spatial Planning (ECSP) - hanno riproposto una Nuova Carta di Atene 1998.
L'iniziativa nacque da una discussione comune che ha preso avvio nel 1995 e coordinata da Jed Griffiths, Charles Lambert (coordinatore), Flemming Thornaes, e Alexander Tripdakis.
Una nuova versione della Carta, nata anche a seguito del continuo allargamento dei Paesi costituenti l'Unione europea, è stata redatta nei primi anni del nuovo secolo con il titolo: La Nuova Carta di Atene 2003. La visione del Consiglio Europeo degli Urbanisti per le città del XXI secolo 2003.
Questa nuova versione della Carta di Atene è stata rivolta soprattutto ai pianificatori professionisti che lavorano in Europa e a tutte quelle professioni collegabili al processo di pianificazione. L'obiettivo è stato quello di fornire indirizzi per l'azione.
Il fine è stato quello di far capire che la pianificazione territoriale è vitale per il conseguimento di uno sviluppo sostenibile, inteso come gestione attenta e prudente del territorio, risorsa naturale fragile e non rinnovabile. Vitale perché la pianificazione territoriale per essere definita e costruita necessita l'organizzazione di team interdisciplinari con varia esperienza nei processi decisionali a scale diverse, e con varie competenze tecniche e professionali, quindi coinvolgente una varietà di persone, situazioni e luoghi.